# Eurois elenae
Eurois elenae är en fjärilsart som beskrevs av Barnes och Benjamin 1926. Eurois elenae ingår i släktet Eurois och familjen nattflyn. Inga underarter finns listade i Catalogue of Life.